# جورج أوديامبو
جورج أوديامبو (بالإنجليزية: George Odhiambo)‏ (31 ديسمبر 1992 - ) هو لاعب كرة قدم كيني في مركز الهجوم. شارك مع منتخب كينيا لكرة القدم. أما مع النوادي، فقد لعب مع عزام يونايتد وكووبيون بالوسيورا ونادي أوليسيس ونادي راندرس ونادي شيراك ونادي غور مايا.

## روابط خارجية
- جورج أوديامبو على موقع قاعدة بيانات كرة القدم.إي يو (الإنجليزية)
- جورج أوديامبو على موقع ناشيونال فوتبول تيمز (الإنجليزية)
- جورج أوديامبو على موقع Soccerway.com (الإنجليزية)